# Bloomington (Illinois)
Bloomington  è una città degli Stati Uniti d'America, capoluogo della Contea di McLean nello Stato dell'Illinois.
Al 2010 possedeva una popolazione di 76 610 abitanti. La città è stata fondata nel 1822.
Con l'adiacente città di Normal forma un'unica grande area metropolitana.
Ha dato i natali all'attore cinematografico Richard Webb e al politico George Lincoln Rockwell.